# Чиріковка
Чирі́ковка (каз. Чириков) — село у складі Єсільського району Північноказахстанської області Казахстану. Адміністративний центр Зарічного сільського округу.
Населення — 845 осіб (2021; 1034 у 2009, 1268 у 1999, 1420 у 1989).
Національний склад станом на 1989 рік:
- росіяни — 72 %.

## Персоналії
- Лук'янченко Надія Костянтинівна — Герой Соціалістичної Праці.